# Jai Alai (Manila)
El Jai Alai era un edifici construït a Manila per a jugar a la modalitat de cesta-punta de pilota basca, molt popular entre l'elit filipina:
| «                       | …era un frontó amb molta casta: estava ple de pilotaris bascs i l'ambient era formidable. […] Sempre estava a caramull de gent, fins a la xàrcia, durant tres tandes, de les quatre de la vesprada a les dotze de la nit. El frontó també era el centre de la vida social de Manila. A dalt l'Sky Room, amb orquestra i ball, i avall el bar del Keg Room. | » |
| — Ángel Ibarlucea Arano | |   |

## Història
A finals de la dècada del 1930, l'arquitecte estatunidenc Welton Becket viatjà a Manila per a negociar la construcció de cases barates amb el govern de les Filipines i obtingué l'encàrrec de projectar un auditori amb frontó per un milió de dòlars junt amb Walter Wurdeman, soci amb el qual havia fet l'any 1935 el Pan-Pacific Auditorium de Los Angeles. La canxa s'inaugurà el 17 d'octubre de 1940 amb una partida entre pilotaris bascs. A més del frontó, el complex tenia quatre bars, quatre restaurants, casino i un jardí al terrat, anomenat Sky Room.
En plena Guerra del Pacífic, el Jai Alai fou hospital de campanya i dipòsit de cadàvers durant els bombardaments de 1941 i, durant l'ocupació japonesa, quarter militar de la policia secreta; l'estructura de l'edifici va resistir la batalla de Manila (1945) i fon el primer enclavament a ser reconstruït, amb un cost de mig milió de dòlars, per a allotjar el servici de Creu Roja: rebatejat com a The Roosevelt Club, les dependències foren remodelades i el frontó, amb capacitat per a cinc mil espectadors, es convertí en una sala d'espectacles. No obstant això, el Jai Alai decaigué amb el pas del temps i amenaçava ruïna.
El pilotari basc Arano, originari d'Elgoibar, fon l'últim intendent del lloc: aplegà l'any 1964 per a jugar-hi, però a l'any següent se n'anà de jutge al frontó de Cebu per baixa mèdica i tornà a Manila en 1980, després de retirar-se. En 1986, amb la derrota electoral del dictador Ferdinand Marcos, es prohibí el joc de pilota per acusacions de corrupció i altres crims —anys habans, un pilotari havia mort un filipí d'un tir i l'empresa oferí pistoles als pilotaris per motius de seguretat— i el Jai Alai fon clausurat, però encara s'hi jugà durant el govern de Corazón Aquino.
Segons raó, el frontó de Manila era el que més diners treia de les apostes —diversos milions de pessetes al dia—, per la qual cosa es podia permetre contractar als millors pilotaris.
El Jai Alai fon tombat el 15 de juliol de l'any 2000, no sense protestes per la decisió de l'alcalde Lito Atienza de tirar-lo —amb el vistiplau dels arquitectes municipals, però sense consultar els experts en patrimoni— per a construir uns jutjats; dotze anys després, el nou edifici encara no s'havia construït i el pati del Jai Alai estava buit: la Societat per la Conservació del Patrimoni ho recordà l'any 2012 en una carta oberta per a denunciar l'incompliment de la Llei de Patrimoni Cultural Nacional de 2009 pel que fa a la preservació d'edificis amb més de cinquanta anys. Els opositors a l'enderroc, que reclamaven conservar almenys la frontera, denunciaren que s'havia destruït el Jai Alai debades, ja que finalment el Palau de Justícia s'edificaria en el lloc de l'antic GSIS, prop de l'Ajuntament de Manila.